# North American T-2 Buckeye
Il North American T-2 Buckeye è un aereo da addestramento basico, monoplano ad ala media e biturbina, sviluppato dall'azienda aeronautica statunitense North American Aviation nei tardi anni cinquanta.
Progettato su specifiche U.S. Navy per il passaggio degli allievi pilota su aerei a turbogetto, entrò in servizio nel 1959 equipaggiando i reparti di addestramento della marina militare statunitense fino al 2008, anno in cui fu definitivamente rimpiazzato dal McDonnell-BAe T-45 Goshawk. Trova ancora impiego nella Polemikí Aeroporía, l'aeronautica militare greca, in 35 esemplari al gennaio 2018.

## Storia del progetto
Nel 1956, il Bureau of Aeronautics (BuAer), il dipartimento della United States Navy, la marina militare degli Stati Uniti d'America, deputato alla gestione del materiale e tecnologia della propria componente aerea, emise una specifica per la fornitura di un nuovo modello a getto destinato all'addestramento avanzato, un mezzo per formare gli allievi piloti alle tecniche di combattimento aereo ed al bombardamento nonché alle procedure per l'appontaggio. Tra i progetti presentati venne scelta la proposta della North American Aviation, un modello che abbinava le caratteristiche e le tecnologie di due velivoli già operativi come il caccia imbarcato FJ-1 Fury e l'addestratore ad elica T-28 Trojan.
La prima versione del velivolo, designata T2J-1, è entrata in servizio nel 1959. Nel 1962 venne nuovamente designato come T-2A. La versione T-2A era alimentata da un Westinghouse J34-WE-46/48. Nella versione T-2B invece, il Buckeye, venne dotato di due Pratt & Whitney J60. Con la versione T-2C, vennero installati due General Electric J85 che aumentarono considerevolmente le prestazioni. Per le esportazioni la North American progettò le versioni T-2D (per l'aeronautica militare venezuelana) e T-2E (per l'aeronautica militare greca). Il T-2 ha sostituito il T2V-1 Seastar come addestratore.
Il T-2 fu progettato come un addestratore economico ed efficiente per l'US Navy. L'ala dritta era molto simile a quella del FJ-1 mentre il cockpit era simile al T-28C. Originariamente il T-2 non era armato anche se aveva la predisposizione per due mitragliatrici sub-alari da 0.50 o per 100 libbre (45kg) di bombe o razzi da 2.75.
Tutti i T-2 sono stati costruiti a Columbus, in Ohio. Il nome Buckeye deriva dal nome con cui è comunemente conosciuto l'albero Aesculus glabra, uno dei simboli nazionali dello stato dell'Ohio.
Ogni pilota dell'US Navy dal 1950 al 2004 è stato addestrato sul T-2. Nel 2004 il T-2 è stato sostituito dal T-4 mentre nel 2008 è stato ritirato dal servizio.

## Utilizzatori
Grecia
- Polemikí Aeroporía

40 T-2E acquistati nel 1974 e consegnati nel 1976.
 Stati Uniti
- United States Navy

Gli ultimi esemplari sono stati ritirati a settembre 2015.
 Venezuela
- Fuerza Aérea Venezolana

Risultano radiati.